# 聖母子と天使たち (マサイス)
『聖母子と天使たち』（せいぼしとてんしたち、仏: Vierge à l'Enfant entourée d'anges, 英: Madonna and Child with Angels）は、初期フランドル派の画家クエンティン・マサイスが1509年ごろ、板上に油彩で描いた三連祭壇画である。本来、個人礼拝用であった本作は、ヤン・ファン・エイクの芸術を反映しているように見える。1859年にフランスのリヨン美術館に収蔵された。

## 作品
絵画は、長い髪をした聖母マリアがオニキスと水晶の柱のあるアーチの下に立っている姿を現している。彼女は豪華な衣装を纏い、頭部は胸に抱いている幼子イエス・キリストのほうに下げられている。イエスは、母マリアの刺繍のある白い衣服と同化しているリネンにくるまれている。上部では、2人のプットが場面を枠取っており、1人は左側の柱頭に、もう1人は右側の柱頭に座っている。赤い衣服を着た3人の天使たちが聖母マリアの背後の地面に座している。1人はリュートを弾き、もう1人は赤いカーネーションを掲げている。背景の青空とわずかの木々の左横には教会のごく一部が見えるが、それはルーヴェンの旧聖ペテロ教会であると特定されている。
マサイスは、ネーデルラントのゴシック美術とイタリアのルネサンス美術双方を継承している。ミニアチュール的な細部の精緻さは前世紀フランドル美術と結びついており、それは旧聖ペテロ教会の装飾的内部に明らかである。一方、イタリアのルネサンス美術からの装飾的影響は、唐草紋、丸いアーチ、プット、植物の花輪、斑岩円柱などに現れている。